# われら劣等生
『われら劣等生』（われられっとうせい）は、1965年にワールド・プロモーションが製作・松竹が配給した、佐藤雄三監督による青春映画である。原作は鈴木亮の「現代高校生気質・われら劣等生」、主演はいしだあゆみ、田村正和等。

## 出演者
- いしだあゆみ : 谷村みち子
- 田村正和 : 横田大助
- 高石かつ枝 : 植竹寿美枝
- 太田博之 : 天野昭彦
- 香山ユリ : 花井君子
- 安達明 : 清水哲夫
- 佐々木愛 : 恵子
- 十朱久雄 : 校長先生
- 若宮五郎  : 鈴木先生
- 阿部進 : 下村先生
- 有沢正子 : 武山先生
- 梶光夫 : 尾崎
- 林家三平 : 滝川の父
- 牧伸二 : 酒屋の小僧
- 松村達雄 :飯田先生

## スタッフ
- 監督：佐藤雄三
- 製作 : 鈴木和年
- 原作 : 鈴木亮、「現代高校生気質・われら劣等生」
- 脚本 : 柳沢類寿
- 撮影：堂脇博
- 音楽：いずみたく
- 美術：金子半三郎